# Plebejus fenderi
Plebejus fenderi är en fjärilsart som beskrevs av Macy 1931. Plebejus fenderi ingår i släktet Plebejus och familjen juvelvingar. Inga underarter finns listade i Catalogue of Life.